# Contea di Tangyin
La contea di Tangyin (汤阴县S, Tāngyīn XiànP) è una contea della Cina, situata nella provincia di Henan e amministrata dalla prefettura di Anyang.